# Sông Vaige
Sông (tiếng Pháp: la Vaige) là một sông dài 53,6 km ở các tỉnh Mayenne và Sarthe phía tây Pháp. Sông bắt nguồn ở đông nam.

## Các tỉnh và xã nằm dọc sông
Từ nguồn đến cửa sông: 
- Mayenne: Saint-Léger, Vaiges, Saint-Georges-le-Fléchard, La Bazouge-de-Chemeré, La Cropte, Saint-Denis-du-Maine, Préaux, Ballée, Beaumont-Pied-de-Bœuf,
- Sarthe: Auvers-le-Hamon,
- Mayenne: Saint-Loup-du-Dorat, Bouessay,
- Sarthe: Sablé-sur-Sarthe,